# Montacute Conservation Park
Montacute Conservation Park är en park i Australien. Den ligger i delstaten South Australia, omkring 17 kilometer öster om delstatshuvudstaden Adelaide.
Runt Montacute Conservation Park är det ganska glesbefolkat, med 36 invånare per kvadratkilometer.. Närmaste större samhälle är Adelaide, omkring 17 kilometer väster om Montacute Conservation Park. 
I omgivningarna runt Montacute Conservation Park växer huvudsakligen savannskog. Genomsnittlig årsnederbörd är 593 millimeter. Den regnigaste månaden är juli, med i genomsnitt 95 mm nederbörd, och den torraste är december, med 13 mm nederbörd.